# Taluskon

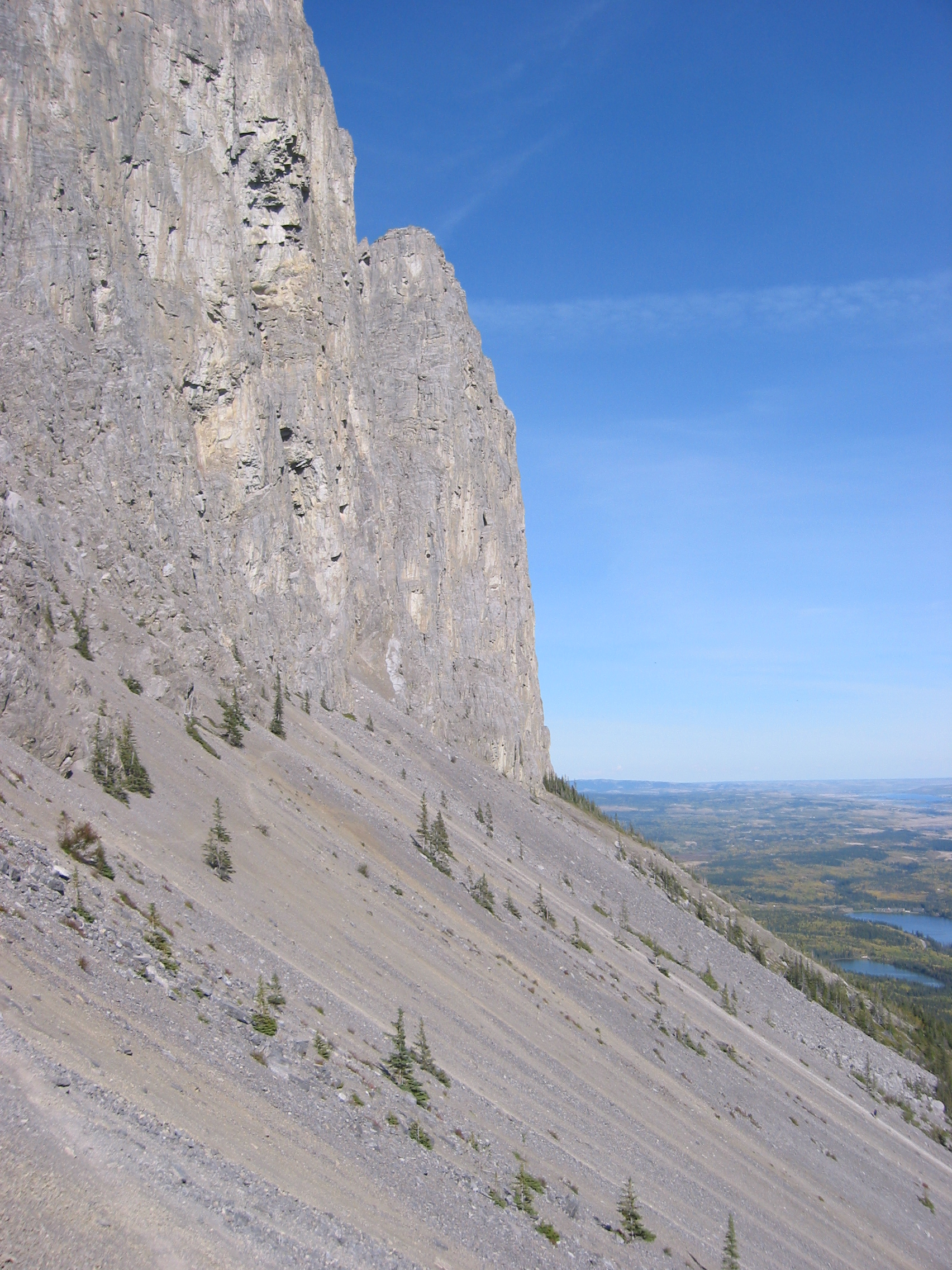
En talus vid foten av Mount Yamnuska, Alberta.

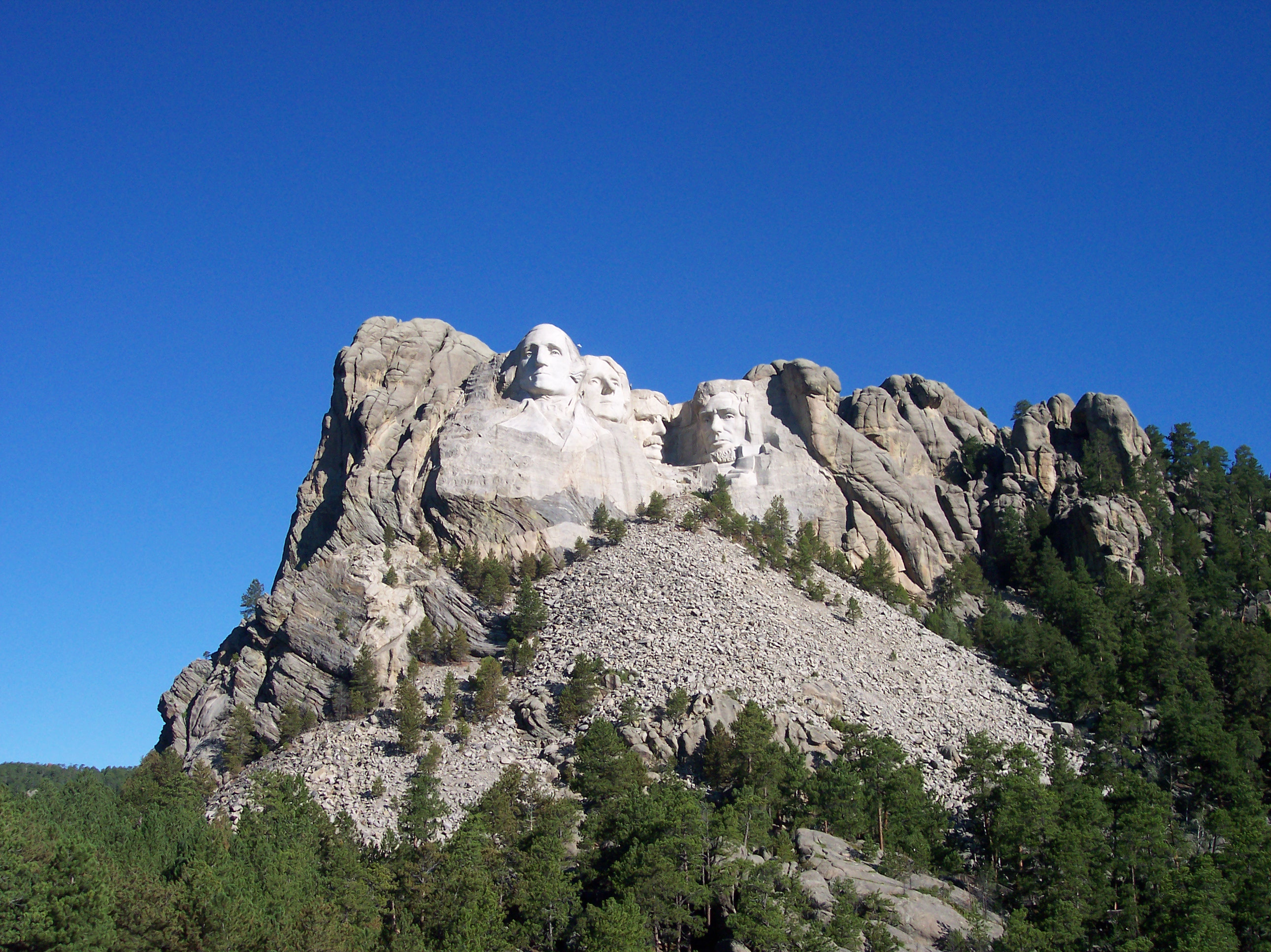
Vid foten av Mount Rushmore finns en taluskon som bildats av skärvorna från uthuggandet av skulpturerna.

En taluskon eller raskägla är en formation som uppkommer i samband med långvarig vittring av en bergvägg, vanligen på platser där frostsprängning spelar en viktig roll. Material som bryts loss från väggen faller ned och samlas i en hög vid väggens fot. Om formationen blir konformad kallas den talus-kon, och om den blir långsträckt kallas den talus. De partiklar som bryts loss från väggen kan variera kraftigt i storlek, men taluskoner och talusar uppvisar ändå en viss sorteringsgrad, eftersom större nedfallande stenar vanligen rullar ända till släntens fot, medan mindre fraktioner stannar upp längre upp på slänten. Formen hos en talus är konkav uppåt, med en största vinkel som motsvarar medelfraktionens rasvinkel.
Termen talus kommer från det franska ordet för bank eller vall.
Talusar och taluskoner kan även bildas på andra planeter, och månar. Exempelvis är det ett ganska vanligt fenomen vid foten av kraterväggarna hos nyare kratrar på månen.
Talusformationer kan även vara ett resultat av mänsklig aktivitet, till exempel stenskärvorna nedanför Mount Rushmore i South Dakota.